# Steve Lombardi
Steve Lombardi (Detroit (Michigan), 18 april 1961) is een Amerikaans professioneel worstelaar van Italiaanse afkomst die vooral bekend is van zijn tijd bij  World Wrestling Federation/Entertainment als Brooklyn Brawler. Hij werkt momenteel voor de WWE als road agent.

## In het worstelen
- Finishers
  - Sidewalk Smash
  - Superplex
  - Swinging neckbreaker

## Prestaties
- Border City Wrestling
  - BCW Can-Am Heavyweight Championship (4 keer)
  - BCW Can-Am Television Championship (3 keer)

- NWA Michigan
  - NWA Michigan Heavyweight Championship (1 keer)